# High Kelling
High Kelling est un village et une paroisse civile du Norfolk, en Angleterre.